# Turbo folk
Genres associés
Tchalga, manele, tallava
Le turbo folk (parfois écrit turbofolk), aussi appelée pop-folk, est un genre de musique originaire des Balkans ayant émergé à la charnière des années 1980 et 1990, et similaire à la musique mani de Roumanie.

## Caractéristiques
Le nom combine deux concepts opposés, turbo à l'image du progrès industriel moderne et folk, symbole de la tradition rurale. Il se caractérise par une musique moderne, où les instruments, présents dans le folk des Balkans, semblent délaissés. Cette musique tire ses influences de la musique électro, techno, avec des ambiances du monde de la nuit. Les textes tournent le plus souvent autour des thèmes d'amour, de fêtes et de sorties nocturnes. En cela, le turbo folk marque une véritable rupture avec ses prédécesseurs, le folk et la sevdalinka. En effet, tandis que ces derniers abordent des thèmes plus intimes, expriment des sentiments plus tristes et traitent souvent de sujets se rapportant aux Guerres de Yougoslavie, allant parfois jusqu'à souligner des aspects nationalistes (Baja Mali Knindža entre autres), le turbo folk a plutôt un rôle d'unificateur auprès de la jeunesse des Balkans à laquelle il se destine, une jeunesse qui souhaite tourner une page noircie de conflits et de tensions au profit de l'amusement et de la vie en ethnies mêlées. Certains pointent au contraire un lien entre turbo-folk et nationalisme.

## Popularité

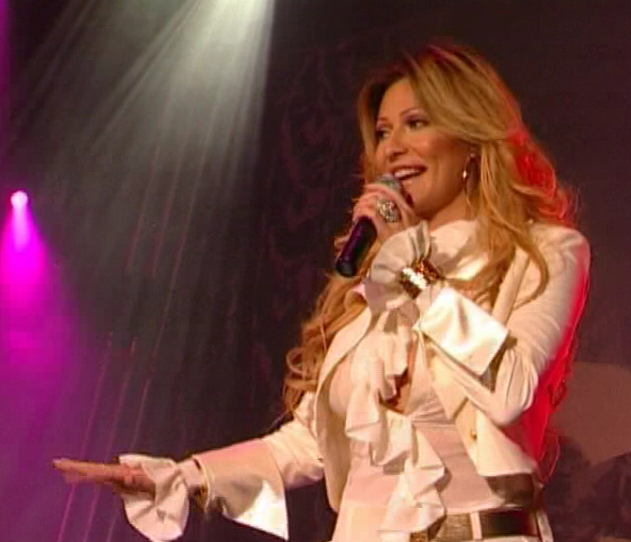
Ceca.

Cependant, cette même jeunesse est divisée sur le sujet du turbo folk. Certains dénoncent son caractère superficiel, et peu ou pas représentatif de la société des Balkans. Le turbo folk tirerait ses influences de l'Europe occidentale, et ces dernières ne s'adapteraient pas au décor des Balkans, d'où un dénigrement de cette musique et de ses amateurs. Le pays qui a le plus contribué au développement du turbo folk et qui compte le plus de ses artistes est sans doute la Serbie. Parmi les artistes les plus populaires du Turbo folk, il y a les chanteuses Lepa Brena, Dragana Mirković, Ceca (Svetlana Ražnatović).
Il est aujourd'hui[Quand ?] populaire dans tous les pays des Balkans, principalement en Serbie, Bosnie-Herzégovine, Croatie, Macédoine du Nord, Monténégro, Slovénie mais aussi en Bulgarie (sous le nom de čalga), en Albanie et en Grèce.